# シルバートン (コロラド州)
シルバートン（英語: Silverton）は、アメリカ合衆国コロラド州の町。サンファン郡の郡庁所在地である。同郡で最も人口の多い地区で、唯一自治体として登録された法定の町である 。人口は637人（2010年）。
この町は、ロッキー山脈の一角を占めるサンファン山脈西部の辺境に位置している。1860年、コロラドのゴールドラッシュが終わり、まだアメリカ先住民のユート族がこの地を支配していた頃、シルバートンより上方の山々で最初の採掘申請が行われた。その後、1873年のブルノット協定でユート族がこの地を割譲した直後にシルバートンは設立され、1893年の大恐慌で銀市場が崩壊するまで銀鉱で栄え、その後は、1907年の大恐慌による不況まで金鉱で再び栄えた。町全体が連邦政府指定の国定歴史建造物地区「シルバートン歴史地区」として登録されている。
元々「ベイカーズ・パーク」と呼ばれていたシルバートンは、アニマス川流域の平地に位置し、周囲を険しい山々に囲まれている。シルバートン周辺の山々はほとんどが4,000メートル級の山で、最高峰は標高4,110メートルのストームピークである 。この町は、コロラド州にある53の、標高4,200メートル級の山々のうちの7峰が24キロメートル以内にあり、コロラド州のバックカントリーへの主要なゲートウェイの1つとして知られている。
シルバートンは1992年に最後の鉱山が閉鎖され、現在は主に観光と政府による修復・保存プロジェクトに支えられている地域である。シルバートンは、国定歴史建造物に指定されている旧鉱山鉄道のデュランゴ＆シルバートン狭軌鉄道や、ハードロック百マイル耐久レースなどの国際的に有名なイベントでよく知られている。2010年の国勢調査では、町の人口は637人に達していた。

## 歴史

### 鉱業時代
1860年、チャールズ・ベイカー率いる探鉱者たちが金を求めてサンファン山脈に入ったのが、現在のシルバートン周辺への入植の始まりであった。この地域はすぐに「ベイカーズ・パーク」と呼ばれるようになり、一行は近くで砂金の痕跡を発見した。
入植以前から、この地域はアナサジ族、後にはユート族によって定期的に探査されており、夏の間はサンファン山脈で狩りをし、生活していた。また、ベイカーが1860年に遠征する以前にも、スペインの探検家や毛皮商がこの地域に足を踏み入れていたのではないかと推測されている。
1873年、ユート族とのブルノット協定により、南ユート族保護区の400万エーカー（6,200平方マイル、16,000km2）と年間25,000ドルが交換されると、いくつかの鉱山キャンプが設置された。これらは後に、ハワーズビル、ユーリーカ、シルバートンの3つの地域となる。
シルバートンは、1874年に鉱山の企業家であるウィリアム・カーンズ、デンプシー・リース、トーマス・ブレアの3人によって設立された。ジョージ・ハワードとR・J・マクナットがハリケーン・ピーク沿いにサニーサイド銀鉱脈を発見したことで、この地域は活況を呈した。その後、1882年に金が発見され、1893年の大恐慌をアスペンやクリードのような他の鉱山地域よりもはるかに有利に乗り切ることができた。サニーサイド鉱山は、その後、コロラド州で最も長く操業し、最も生産性の高い鉱山の1つとなった。この鉱山は1929年の株式市場の暴落で閉鎖されたが、1959年にスタンダード・メタルズ社が買収して再開し、1973年にリトル・メアリー鉱脈で金を発見している。1992年、鉱山とそれに付随するシェナンドーダイブス工場（この地域で最後に操業していた工場）が永久に閉鎖され、この地域の経済は壊滅的な打撃を受けることになった。この閉鎖は、シルバートンの従業員の3分の1以上の雇用の喪失を意味した。

### 観光業時代
この町の観光の歴史は古く、シルバートン・コマーシャル・クラブ（現在の商工会議所）による観光マーケティングへの取り組みは、早くも1913年にまで遡る。1930年代には、「オールド・ウエスト」への関心が高まり、世界中から観光客が訪れるようになり、新たに建設された米国国道550号線により、交通の便がさらに向上した。第二次世界大戦後、町の鉄道は廃止された。第二次世界大戦後、デンバー＆リオ・グランデ・ウェスタン社がデュランゴへの鉱石輸送を目的に運営していたこの町の鉄道は、人気西部劇に登場したことから、一大観光地となった。1970年代までには、この地域の鉱山経営はほぼ閉山となっていたため、列車は観光目的のみで運行されるようになった。

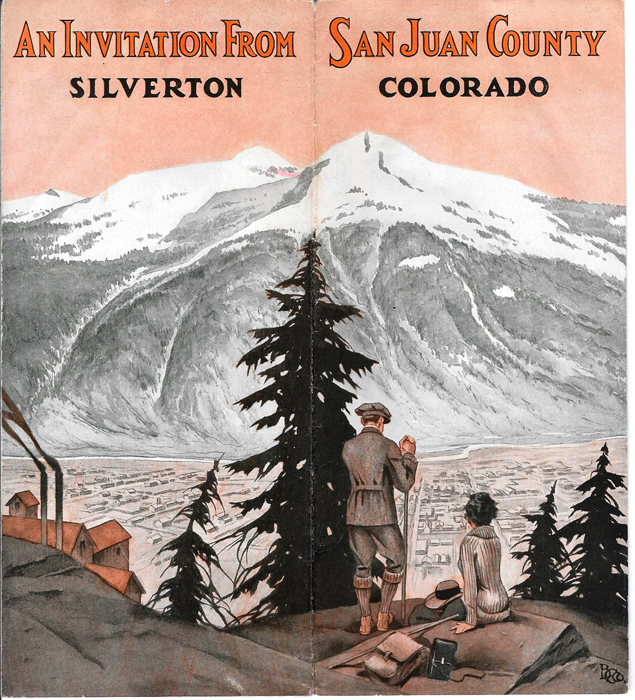
1911年のシルバートンへの観光案内パンフレット

20世紀後半も観光客は増え続けたが、シルバートンの冬の厳しさと孤立感から、夏だけの観光地となった。サニーサイドの閉鎖に伴い、シルバートンは税収の多くを失い、町の人口は500人余りと、100年前のピーク時の4分の1にまで減少した。
その後、夏の好調な観光業と冬の新興産業のおかげで、町の人口は回復していった。2002年に上級者向けのスキー場「シルバートン・マウンテン」が建設されたことで、シルバートンの通年観光が始まった。 また、パーガトリー・リゾートというスキー場は、デュランゴ都市圏にあるとして謳われているが、実際のところはデュランゴよりもシルバートンの方に近い。スキーヨアリングなどの冬フェスには、夏に負けないくらいの人出があり、また、町営のスキー場の拡張など、新たな冬のアクティビティの可能性もあり、シルバートンの冬の観光を持続的に向上させることができると期待されている。 また、スノーモービル、アイスクライミング、バックカントリースキーなど、冬のバックカントリー・アクティビティでもよく知られるようになった。
この町とデュランゴ＆シルバートン狭軌鉄道は、1961年に国定歴史建造物に指定され、1966年には、シルバートンの町全体が国家歴史登録財に指定された。1997年には、その境界線がさらに拡大され、シェナンドーダイブス掘削工場やその他の歴史的建造物が追加された。

### 主な災害
シルバートンの周辺地域では、さまざまな災厄が発生したが、その多くは雪崩や鉱山事故によるものであった。

#### 1906年の大雪崩事故
1906年1月、サニーサイド鉱山で発生した雪崩で5人の鉱夫が死亡した。その数ヵ月後、シェナンドー鉱山でも12人の鉱夫が雪崩で死亡し、コロラド州の歴史上、最も致命的な雪崩事故となった。

#### 1918年のインフルエンザ大流行
1918年10月末にシルバートンに上陸したスペインかぜは、瞬く間に地域社会を荒廃させた。1週間のうちに、町の人口の5％以上にあたる125人がインフルエンザの合併症で命を落とした。翌年3月に流行が収束するまでに、町の人口の10％以上の246人が死亡した。このため、シルバートンは「スペインかぜによる死亡率が全米で最も高い」という不名誉な評判を得ることになった。

#### エンマ湖災害
1978年6月4日、エマ湖の水が、20トンもの機関車を転倒させるほどの勢いで、サニーサイド鉱山から噴射・流出し、同鉱山は崩壊した。幸い、日曜日で誰もいない時間帯に発生したため、人的被害はなかった。

#### ゴールド・キング鉱山災害
2015年、ゴールド・キング鉱山内に溜まった水を保つ栓を、EPAとその請負業者が誤って破損したため、300万USガロン（1万1000立方メートル）の鉱山廃水と尾鉱を、アニマス川の支流に流出させるという、環境的大災害を引き起こした。

## 人口推移
2000年の国勢調査では、531人、255世帯、149家族がこの町に居住していた。人口密度は656.0人/平方マイル（253.3人/km2）。住宅は430戸で、平均密度は531.2/平方マイル（205.1/km2）。町の人種構成は、白人97.36%、ネイティブアメリカン0.75%、太平洋諸島出身者0.38%、その他の人種または2種以上の人種0.75%。ヒスパニック系またはラテン系の人種は人口の7.72%。
世帯数は255で、そのうち18歳未満の子供が同居している世帯は24.7％、夫婦の同居は43.5％、夫がいない女性の世帯主は9.4％、非世帯は41.2％。全世帯の36.9％が個人で構成されており、65歳以上の一人暮らしの人がいる世帯は4.7％。平均世帯人数は2.06人、平均家族人数は2.63人。
町民の20.7％が18歳未満、4.0％が18歳から24歳、28.4％が25歳から44歳、39.9％が45歳から64歳、そして65歳以上が7.0％。年齢中央値は44歳。女性100人に対し、男性は108.2人。18歳以上の女性100人に対し、男性110.5人。
町の世帯の収入中央値は30,486ドル、家族の収入中央値は39,375ドル。 収入の中央値は、男性が30,588ドルであるのに対し、女性は19,886ドル。この町の一人当たりの所得は16,839ドル。家族の約14.0％、人口の21.6％が貧困ライン以下であり、そのうち18歳未満は29.4％、65歳以上は7.1％。
2006年11月の時点で、幼稚園から12歳までの総生徒数は53名。

## 地理
アメリカ合衆国国勢調査局によると、この町の総面積は2.1平方キロメートル(0.8平方マイル)で、そのすべてが陸地である。シルバートンは海抜2,840メートル(9,318フィート)の地点にあり、国内で最も高所にある町の一つに数えられている。また、町の平均海抜は3,430メートル(11,240フィート)で、米国内で最も高所にある行政区分サンファン郡に位置している。この町はアニマス川流域の平坦な場所に展開しており、その周辺には4,000メートル級の山々が聳えている。付近の山々の最高峰は標高4,110メートルのストームピークで、この町の24キロメートル四方には、コロラド州内にある標高4,200メートルを超える53の峰々のうちの7峰が存在している。

## 気候
シルバートンは高山亜寒帯気候（ケッペンの気候区分/Dfc）に属し、冬は非常に寒く雪が多く、夏は涼しい日ややや暑い日があるが、年間を通じて十分な降水量がある。
| 1906-2005 Silverton, Colorado.の気候      | 1906-2005 Silverton, Colorado.の気候 | 1906-2005 Silverton, Colorado.の気候 | 1906-2005 Silverton, Colorado.の気候 | 1906-2005 Silverton, Colorado.の気候 | 1906-2005 Silverton, Colorado.の気候 | 1906-2005 Silverton, Colorado.の気候 | 1906-2005 Silverton, Colorado.の気候 | 1906-2005 Silverton, Colorado.の気候 | 1906-2005 Silverton, Colorado.の気候 | 1906-2005 Silverton, Colorado.の気候 | 1906-2005 Silverton, Colorado.の気候 | 1906-2005 Silverton, Colorado.の気候 | 1906-2005 Silverton, Colorado.の気候 |
| 月                                        | 1月                                  | 2月                                  | 3月                                  | 4月                                  | 5月                                  | 6月                                  | 7月                                  | 8月                                  | 9月                                  | 10月                                 | 11月                                 | 12月                                 | 年                                   |
| ----------------------------------------- | ------------------------------------ | ------------------------------------ | ------------------------------------ | ------------------------------------ | ------------------------------------ | ------------------------------------ | ------------------------------------ | ------------------------------------ | ------------------------------------ | ------------------------------------ | ------------------------------------ | ------------------------------------ | ------------------------------------ |
| 平均最高気温 °F （°C）                    | 34.0 (1.1)                           | 36.6 (2.6)                           | 40.6 (4.8)                           | 47.3 (8.5)                           | 57.6 (14.2)                          | 67.9 (19.9)                          | 73.1 (22.8)                          | 70.5 (21.4)                          | 64.7 (18.2)                          | 55.1 (12.8)                          | 43.2 (6.2)                           | 35.1 (1.7)                           | 52.2 (11.2)                          |
| 平均最低気温 °F （°C）                    | −1.9 (−18.8)                         | 1.0 (−17.2)                          | 8.1 (−13.3)                          | 18.5 (−7.5)                          | 26.4 (−3.1)                          | 31.9 (−0.1)                          | 37.9 (3.3)                           | 37.2 (2.9)                           | 30.3 (−0.9)                          | 22.0 (−5.6)                          | 9.5 (−12.5)                          | 0.2 (−17.7)                          | 18.4 (−7.6)                          |
| 降水量 inch （mm）                        | 1.68 (42.7)                          | 1.75 (44.4)                          | 2.30 (58.4)                          | 1.72 (43.7)                          | 1.46 (37.1)                          | 1.39 (35.3)                          | 2.72 (69.1)                          | 3.10 (78.7)                          | 2.81 (71.4)                          | 2.34 (59.4)                          | 1.49 (37.8)                          | 1.73 (43.9)                          | 24.50 (622.3)                        |
| 降雪量 inch （cm）                        | 25.8 (65.5)                          | 25.3 (64.3)                          | 28.4 (72.1)                          | 17.3 (43.9)                          | 4.3 (10.9)                           | 0.3 (0.8)                            | 0.0 (0)                              | 0.0 (0)                              | 0.9 (2.3)                            | 8.5 (21.6)                           | 20.0 (50.8)                          | 24.0 (61)                            | 154.9 (393.4)                        |
| 出典：The Western Regional Climate Center |                                      |                                      |                                      |                                      |                                      |                                      |                                      |                                      |                                      |                                      |                                      |                                      |                                      |

## 著名人
- ロバート・ベア：作家・中央情報局（CIA）の元事件担当者。この地で一時引退。
- アントン・ラーソン：スペイン・アメリカ戦争時にテディ・ルーズベルトのラフ・ライダース隊に所属。
- アーサー・ピンク：福音派の牧師・作家。シルバートンに短期間居住。
- ハロルド・ロス：コロラド州アスペン出身の『ザ・ニューヨーカー』創刊編集者。
- ビル・アルサップ：元インディーカー・ドライバー。

## ポップカルチャー
アレイン・ファーガソンの小説『クリストファー・キラー』では、シルバートンが主な舞台となっている。
カントリーシンガーのC・W・マッコールは、1975年のアルバム『ブラック・ベア・ロード』に、シルバートン＆デュランゴ鉄道を題材にした「ザ・シルバートン」を収録した。
映画『ナイト・パッセージ（夜間航路）』（1957年）は、コロラド州のシルバートンとデュランゴで撮影された。
ショーン・ホワイトがバンクーバー五輪（2010年）に向けて使用した秘密のトレーニング施設「プロジェクトX」は、シルバートン・マウンテンにあった。
メイフェア・ゲームズ社のボードゲーム「シルバートン」は、この地名に由来している。
1970年代から1980年代にかけての数年間、シルバートンは国際スピードスキー選手権の開催地であった。

## 歴史的建造物一覧
| 名称 | 建設年 | コメント |
| テラー・ハウス グリーン通り1250番地 | 1896   | 醸造所のオーナーであったチャールズ・フィッシャーがホテルとしてテラーハウスを建設。 |
| アルマ・ハウス 東10番通り220番地 | 1898   | 1902年、ブリジット・ヒューズが鉱山労働者のための寄宿舎としてアルマハウスを開業。 |
| シルバートン・トレイン・ディーポ（鉄道駅） 10番通りとセメント通りの角                                                                                         | 1882   | 現在はデュランゴ＆シルバートン狭軌鉄道の博物館となっている。 |
| ロード・シアター グリーン通り1309番地 | 1909   | 元々は酒場として建設され、1916年にスター・シアターに改築。1925年にはジェム・シアターに改装。1938年にロード・シアターに改装。 |
| バウスマンズ・マーチャンダイズ グリーン通り1303番地 | 1895   | |
| サンファン・カウンティ・ジェイル（郡刑務所） グリーン通り1557番地                                                                                             | 1902   | 完成当時はシルバートンで3番目の刑務所で、あまり利用使されることはなかったが、1930年代にはホームレス・シェルターとして使用された。その後の25年間は空き家となり、最終的に博物館に転用された。 |
| ファースト・コングリゲーショナル教会 リース通り1070番地 | 1880   | 尖塔は1892年に増築された。 |
| サンファン・カウンティ・ウォーター・アンド・パワー・カンパニー（郡水道＆電力会社 変電所）／アニマス・パワー・アンド・ウォーター・カンパニー（電力＆水道会社） | 1906   | コロラド州ロックウッドの水力発電を利用し、この変電所に電気を送り、変圧器で周辺の鉱山に電力を分配した。 |
| ヒルサイド墓地 | 1875   | シルバートンの北側にある20エーカーの敷地で、最初に埋葬されたのは肺炎で死亡した少女レイチェル・ファロー。1878年に雪崩で死亡したジェームズ・ブリッグスが最初の標識のある墓と記されている。3300件の埋葬の内、2000件は識別可能な標識がなく、木製の標識は劣化して消失している。 |
| イエ・オールド・リヴァリー グリーン通り1120番地 | 1897   | リヴァリー（馬やラバのための厩舎）として建てられた。シルバートン初のエレベーター付き建造物。馬は2階へ、荷馬車は1階で整備された。 |
| カウンティクラブ・サルーン（郡クラブ酒場）／ベンソンブロック グリーン通り1208番地                                                                             | 1901   | 建物の角の部分は郡クラブとして使用されていた。1902年以降、この建物はホテル、酒場、そして町最初のガレージの1つとして使われた。 |
| インペリアル（帝国）ホテル／グランド・インペリアル グリーン通り                                                                                               | 1882   | もともとは住宅で、2階には民間や政府のオフィスがあった。1883年、3階はホテルの客室に改装された。イギリス人のチャールズ・S・トムソンが建てたこのホテルは、イタリア風の2階建てで、3階はマンサード、切妻のドーマーが特徴的。錬鉄製の柱が、1階の板ガラス製の店先を仕切っている。正方形にカットされた不規則なアシュラーの1階部分の上には、リズミカルに並んだアーチ型の窓があるレンガ造りの2階部分と、ダイヤモンドパターンのシートメタルで飾られた丸いドーマーのある3階部分がある。現在の裁判所が完成するまでの数年間は、郡庁舎がこの2階を使用していた。1950年、テキサス州ダラスのウィンフィールド・モートンがこのホテルを6万ドルで買い取り、36万9000ドルをかけて、３つのバスルームと56室を、バスルーム付きの42室に改築した。ビクトリア調の装飾が施されたこのホテルは現在、1階ロビー、ショップ、ダイニングルーム、そして、チェリーバックのバーには、コリント式の大文字から始まった3つの豪華なアーチにダイヤモンドダストの鏡が設置された素晴らしい酒場を備えた40室のホテルとなっている。 |
| サンファン・カウンティー・マイナーズ・ユニオン・ホスピタル（郡鉱夫組合病院） スノーデン通り1315番地                                                           | 1902   | コロラド州議会議事堂などを手がけた建築家F.E.エドブルックがルネッサンス様式で設計した。 |
| パブリック・スクール（公立学校） スノーデン通り1160番地 | 1911   | この建物は、火災の危険性があった元の木造建築に代わるものであるが、現在もシルバートンの幼稚園から高校までの公立学校として機能している。 |
| 聖パトリック教会 リース通り1005番地 | 1905   | この建物は、10番街の1ブロック先に建てられたフレーム教会（1884年）に代わるものであった。イタリア人とチロル人の鉱山労働者が石工工事の多くを援助し、隣の牧師館（1906年）の建設にも貢献した。丸いアーチ型の開口部、バラ窓、バットレス、荒々しい石の基礎など、ロマネスク・リバイバル様式の標準的な教会であるこの教会において、ボールフィニアルとケルト十字架を備えた大きな正方形の開放型鐘楼と角ばった尖塔がユニークな特徴となっている。 |
| カーネギー・ライブラリ リース通り1117番地 グリーン通り1371番地                                                                                                | 1878   | 1883年から1929年にかけて、アメリカの実業家であり慈善家でもあったアンドリュー・カーネギーは、全世界で2,509館、アメリカ国内だけでも1,689館、アメリカ国内の図書館数のほぼ2分の1を占めるカーネギー図書館を設立した。その多くは、ボザール、イタリアン・ルネッサンス、バロック、クラシカル・リバイバル、スパニッシュ・コロニアルなど、さまざまな建築様式で建てられている。 |
| シルバートン・シティ・ホール（町役場） グリーン通り1360番地                                                                                                   | 1908   | 1908年、鐘楼は建設中に倒壊した。1970年代に、シルバートンの特徴である地元のバラ紫色の砂岩を用いて修復された。1992年の感謝祭の週末に、屋根雪が積もらないよう設置されていた暖房設備が原因で起きた火災の後、再修復された。この火災で鐘楼は倒壊し、再建には3年の歳月を要した。2階建ての鐘楼をドームで覆い、2階にはイオニア式円柱に支えられた新古典様式のバルコニーが設けられている。 |
| ワイマン・ビル グリーン通り1371番地 | 1902   | ノーススター鉱山の鉱石運搬を請け負って財を成したルイス・ワイマンによって建設された。建物の上部の角には、彼が財を成した動物を記念して石に刻ませた、牛の像が見られる。 |
| チャーチ・オン・ザ・ヒル教会 スノーデン通り1101番地 | 1898   | もともとは聖ジョン・エピスコパル教会として建てられ、1901年まで余剰教室として学校に貸与されていた。鐘楼は、コロラド州のゴーストタウン、ユーレイカの古い校舎にあったものである。 |
| サンファン・カウンティ・コートハウス（郡裁判所） グリーン通り1557番地                                                                                         | 1907   | ジョージアン・リバイバル様式のモニュメントで、その上にドームが乗っている。この裁判所の芝生には、51の鉱山から採掘された鉱石の標本が埋め込まれた記念碑が置かれている。この2階建ての建物は、細長く開いた鐘のキューポラを持つ四角い塔で覆われており、土台と縁取りには地元産の灰色の砂岩が使用されている。入口のポーチを支えるのは、鋳造石でできた一対のドーリア柱である。内部は、六角形のタイルモザイクの床、オークの木工細工、高い天井、看板、什器、鉱区や元の町の区画を示す地図など、原型をとどめている。 |
| オールド・アーケード・トレーディング・カンパニー ブレア通り1202番地                                                                                           | 1929   | ブレア通りに建てられた最後の売春宿で、密造ウイスキーを販売し、売春婦を雇っていた。投票所、酒場、賭博場として利用された。現在も1929年当時と同じオレンジ色の姿を留めている。 |
| シルバートン・ミート・アンド・プロデュース（肉＆野菜）／ブラウン・ベア・カフェ グリーン通り1129番地                                                           | 1893   | もともとは肉屋で、2階には宿泊施設もあった。1933年には「サンファン・バー」として利用され、最近では「ブラウン・ベア・カフェ」となっているが、現在は閉店している。 |
| ポージー・アンド・ウインゲート・ビル グリーン通り1269番地 | 1880   | コロラド州西部で最古の商業用建造物で、金物店、銀行、プールやビリヤード・ホールとして利用されてきた。1883年から1934年までファースト・ナショナル・バンク・シルバートン銀行が入っていた。 |
| ジェネラル・ストア（雑貨店） グリーン通り1304番地 | 1880   | 壁には地元の灰色の花崗岩を使用し、小さな木製のブラケット付きコーニスを携え、石造りの見せかけ正面の外観が特徴。この平屋建ての建物には、3連アーチの板ガラスを使った店構え、ハードウッドの床、3.6メートルの高さの天井があり、内外ともに荒削りの花崗岩ブロックがむき出しの壁を形作っている。1900年まで雑貨店として営業し、酒場に改装、禁酒法以降はソーダ水の販売店また菓子店として営業していた。 |